# Leptothorax pulchellus
Leptothorax pulchellus är en myrart som först beskrevs av Carlo Emery 1894.  Leptothorax pulchellus ingår i släktet smalmyror, och familjen myror. Inga underarter finns listade i Catalogue of Life.